# Stregle
Stregle (nemško Ströglach) je naselje v Občini Pokrče v Okraju Celovec-dežela na Koroškem v Avstriji.